# Piro
Piro là một thành phố và là một khu vực quy hoạch (notified area) của quận Bhojpur thuộc bang Bihar, Ấn Độ.

## Địa lý
Piro có vị trí 25°20′B 84°25′Đ / 25,33°B 84,42°Đ Nó có độ cao trung bình là 72 mét (236 feet).

## Nhân khẩu
Theo điều tra dân số năm 2001 của Ấn Độ, Piro có dân số 25.638 người. Phái nam chiếm 53% tổng số dân và phái nữ chiếm 47%. Piro có tỷ lệ 56% biết đọc biết viết, thấp hơn tỷ lệ trung bình toàn quốc là 59,5%: tỷ lệ cho phái nam là 65%, và tỷ lệ cho phái nữ là 45%. Tại Piro, 18% dân số nhỏ hơn 6 tuổi.